# El Cocuy
El Cocuy – miasto w Kolumbii, w departamencie Boyacá.